# Vrede van Lübeck

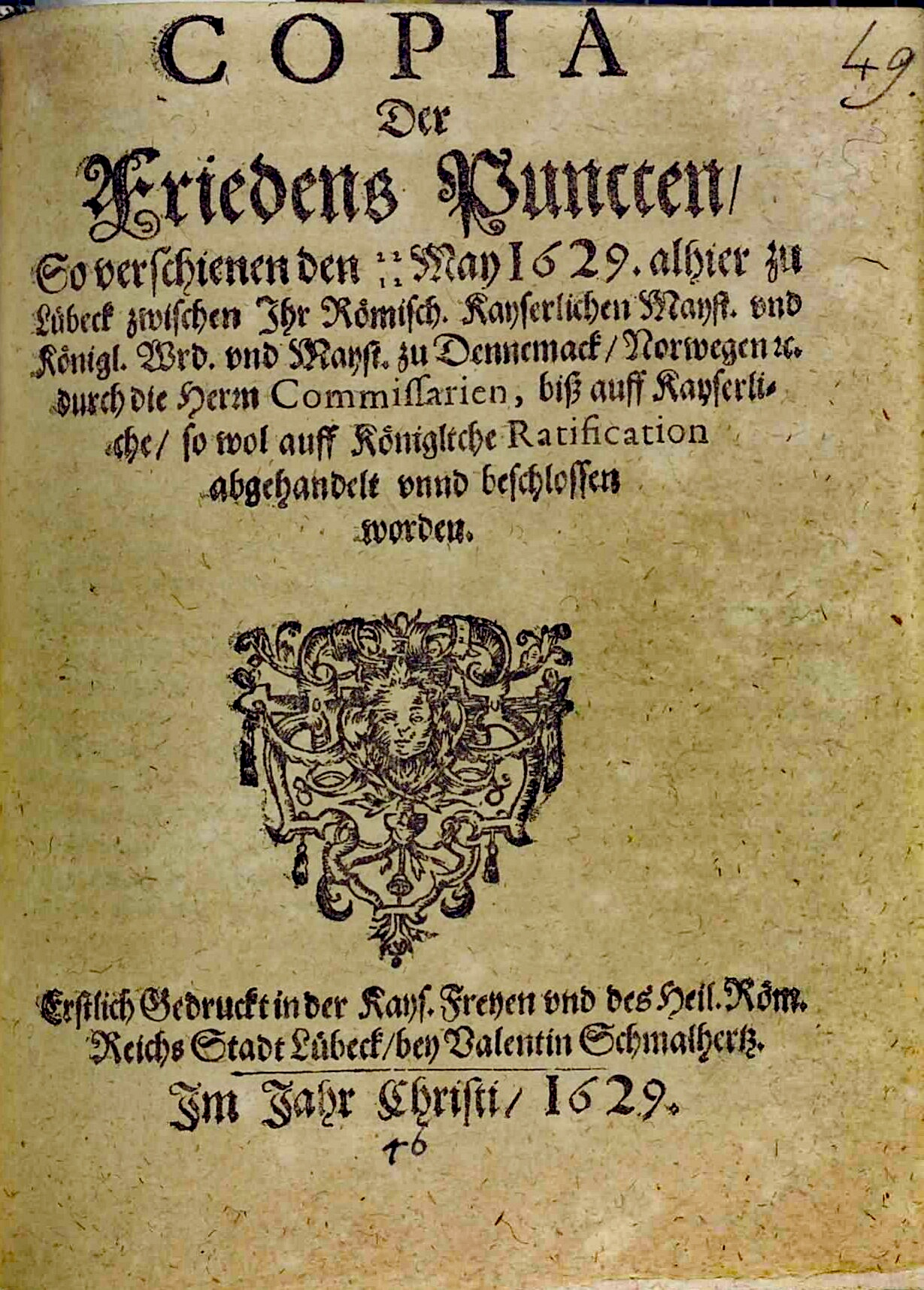
Titelblad van een gedrukte versie van de Vrede van Lübeck.

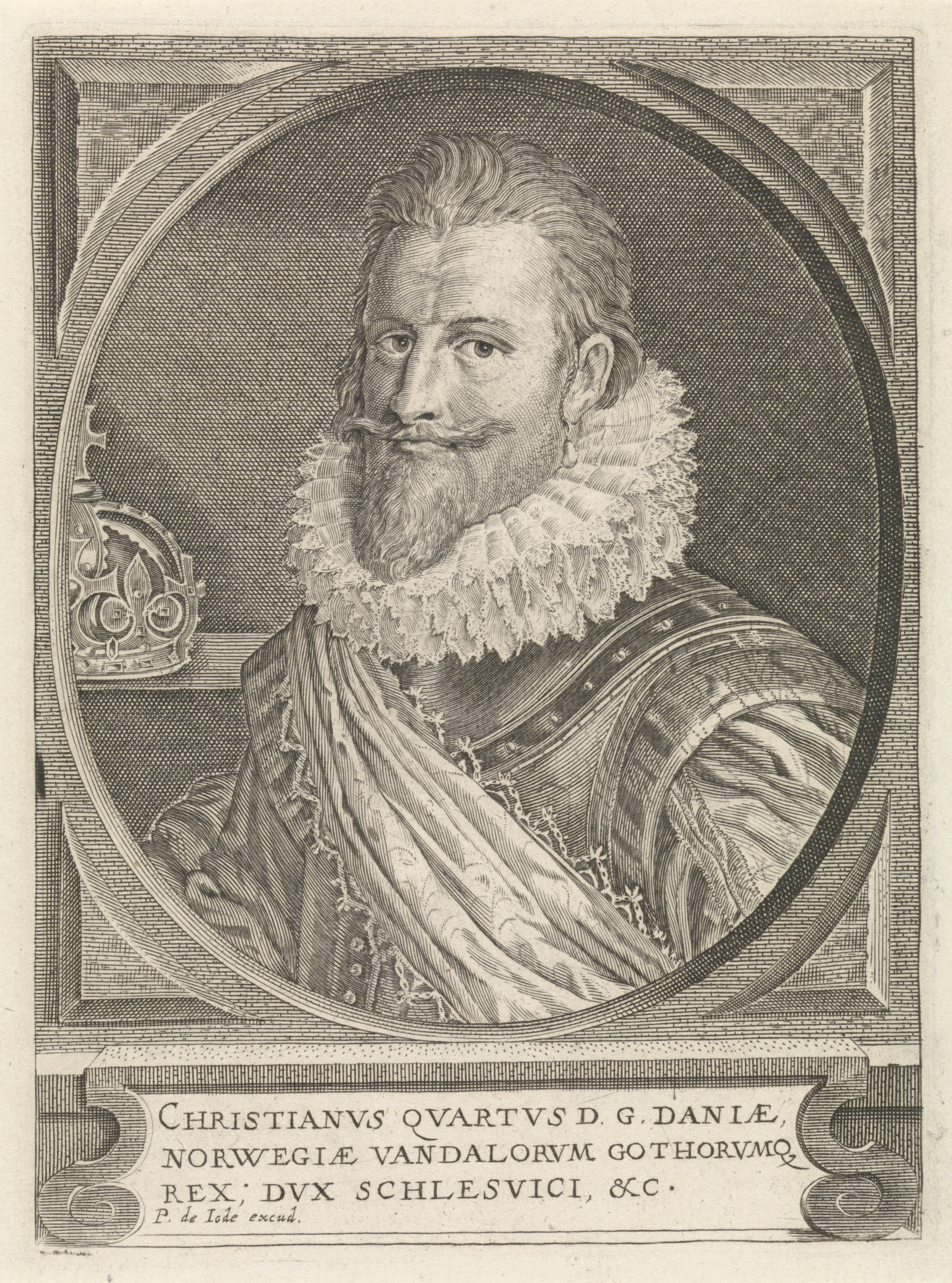
Christiaan IV van Denemarken

De Vrede van Lübeck (Duits: Frieden von Lübeck; Deens: Freden i Lübeck) was een vredesverdrag tussen Denemarken en het Heilige Roomse Rijk. Het werd ondertekend op 22 mei 1629 tijdens de Dertigjarige Oorlog. Door het verdrag trok Denemarken zich terug uit de Dertigjarige Oorlog en zou zich niet meer mengen in rijkszaken. Het verdrag wordt gezien als een overwinning voor de katholieke partij en maakte de weg vrij voor het door Ferdinand II uitgevaardigde Restitutie-edict (1629).

## Aanloop
Denemarken had verschillende nederlagen geleden tegen de legers van de keizer en van de Katholieke Liga, maar was zelf nog niet verslagen. Anderzijds waren de Oostenrijkse Habsburgers verwikkeld in een oorlog in Noord-Italië en hadden hun Spaanse bondgenoten het moeilijk in de Nederlanden. In januari 1629 kwamen de vertegenwoordigers van de Deense koning Christiaan IV en van graaf Tilly en Wallenstein samen in Lübeck. De hertog van Gottorp en de keurvorst van Saksen traden op als bemiddelaars.
Zweden wilde dat Denemarken de oorlog in Duitsland verder zou zetten en bood een bondgenootschap aan. In februari ontmoetten Christiaan IV en de Zweedse koning Gustaaf II Adolf elkaar in het Zweedse Ulvsbäck. Zweden bood aan drie kwart van de manschappen voor een gezamenlijk leger te leveren, plus een betaling van 600.000 thaler voor de Deense militaire bijdrage. Maar de Denen waren oorlogsmoe.
Deze demarche had wel als resultaat dat de keizerlijke onderhandelaars hun voorwaarden versoepelden. Hun aanvankelijke eis om Jutland af te staan en de Sont te blokkeren voor de vijanden van de keizer waren van tafel.

## Bepalingen van het verdrag
- De koning van Denemarken mengt zich alleen in rijksaangelegenheden voor zover die hem betreffen als rijkvorst en hertog van Holstein. Alle twistpunten tussen de koning en de keizer zullen door onderhandeling of met de tussenkomst van een scheidsrechter opgelost worden.
- Gevangenen van beide zijden zullen vrijgelaten worden.
- Verschillende eilanden in de Oost- en Noordzee zullen aan de hertogen van Sleeswijk, Holstein en Gottorp teruggegeven worden en troepen zullen van deze eilanden teruggetrokken worden.
- De koning van Denemarken doet namens zijn zonen afstand van de bisdommen Bremen, Verden en Schwerin.